# Деревня имени Будённого
имени Будённого — деревня в Макушинском муниципальном округе Курганской области. Входит в состав Моршихинского сельсовета.

## История
Возникла в годы коллективизации как деревня Глубокий Овраг/Глубокое, являлась одним из отделений колхоза имени Будённого. В 1970-е годы за деревней закрепилось современное название.

## Население
| 1989 | 2002 | 2010 |
| ---- | ---- | ---- |
| 105  | ↘59  | ↘42  |

Национальный состав
Согласно результатам Всероссийской переписи населения 2002 года, в национальной структуре населения русские составляли 91 %.